# Pius Ikedia
Pius Ikedia (Lagos, 11 juli 1980) is een Nigeriaans voormalig voetballer die als aanvaller speelde.

## Loopbaan
Zijn carrière in Nederland begon bij Ajax. Op het WK in 2002 acteerde hij met zijn land in Japan en Zuid-Korea. Hij vervolgde zijn carrière in Nederland bij FC Groningen, RBC Roosendaal, AZ en RKC Waalwijk. In Alkmaar kwam hij nauwelijks aan spelen toe, voornamelijk omdat hij veelal geblesseerd was, maar ook door de concurrentie van onder anderen Oranje-international Martijn Meerdink en Tarik Sektioui. In 2007 ging hij naar Metaloerh Donetsk in Oekraïne. In mei 2013 was hij op proef bij IJsselmeervogels. Van oktober 2014 tot medio 2016 was hij actief Hoofdklasser OFC.
Hij ontsnapte op 20 augustus 2016 aan de dood na een hartstilstand op het veld tijdens het spelen van een jubileumwedstrijd en werd met succes gereanimeerd.

## Clubstatistieken
| Seizoen        | Club                | Land         | Competitie           | Duels | Goals |
| -------------- | ------------------- | ------------ | -------------------- | ----- | ----- |
| 1996           | Okin Oloja Ventures | Nigeria      |                      |       |       |
| 1997           | Bendel Insurance FC | Nigeria      | Premier League       |       |       |
| 1998           | Bendel Insurance FC | Nigeria      | Premier League       |       |       |
| 1999           | ASEC Mimosas        | Ivoorkust    | Première Division    |       |       |
| 1999/00        | Ajax                | Nederland    | Eredivisie           | 2     | 0     |
| 2000/01        | Ajax                | Nederland    | Eredivisie           | 13    | 1     |
| 2001/02        | Ajax                | Nederland    | Eredivisie           | 10    | 1     |
| 2002/03        | FC Groningen        | Nederland    | Eredivisie           | 27    | 1     |
| 2003/04        | RBC Roosendaal      | Nederland    | Eredivisie           | 27    | 1     |
| 2004/05        | RBC Roosendaal      | Nederland    | Eredivisie           | 12    | 4     |
| 2005/06        | AZ                  | Nederland    | Eredivisie           | 12    | 1     |
| 2006/07        | RKC Waalwijk        | Nederland    | Eredivisie           | 24    | 2     |
| 2007/08        | Metaloerh Donetsk   | Oekraïne     | Vysjtsja Liha        | 3     | 0     |
| 2008/09        | RBC Roosendaal      | Nederland    | Eerste divisie       | 15    | 0     |
| 2010/11        | AZAL PFC            | Azerbeidzjan | Yuksak Liga          | 21    | 1     |
| 2011/12        | Mağusa Türk Gücü SK | Noord-Cyprus | Birinci Lig          | 16    | 2     |
| 2014/15        | OFC                 | Nederland    | Zondag Hoofdklasse A |       |       |
| 2015/16        | OFC                 | Nederland    | Zondag Hoofdklasse A |       |       |
| Totaal         | Totaal              | Totaal       | Totaal               | 182   | 14    |
| Bijgewerkt tot | 29 maart 2012       |              |                      |       |       |